# (1041) Asta
(1041) Asta ist ein Asteroid des Hauptgürtels, der am 22. März 1925 von dem deutschen Astronomen Karl Wilhelm Reinmuth in Heidelberg entdeckt wurde. 
Der Name wurde vermutlich von dem Astronomen Gustav Stracke vorgeschlagen.